# Ann Roth
Ann Roth (Hanover, 30 ottobre 1931) è una costumista statunitense, attiva sia in ambito cinematografico che teatrale, vincitrice dell'Oscar ai migliori costumi nel 1997 per Il paziente inglese e nel 2021 per Ma Rainey's Black Bottom.

## Biografia
Laureata alla Carnegie Mellon, inizia la propria carriera come scenografa alla Pittsburgh Opera, prima di passare ai costumi grazie all'incontro con Irene Sharaff, che la chiama con sé per assisterla in produzioni cinematografiche a Hollywood e teatrali a Broadway.
A partire dalla metà degli anni sessanta realizza i costumi per oltre cento film, vincendo l'Oscar ai migliori costumi nel 1997 per Il paziente inglese.
In ambito teatrale, cura i costumi di decine di spettacoli, raccogliendo otto candidature al Tony Award ai migliori costumi.
Nel 2011 viene inclusa nell'American Theatre Hall of Fame.

## Filmografia
- La vita privata di Henry Orient (The World of Henry Orient), regia di George Roy Hill (1964)
- Una splendida canaglia (A Fine Madness), regia di Irvin Kershner (1966)
- Su per la discesa (Up the Down Staircase), regia di Robert Mulligan (1967)
- Dolce novembre (Sweet November), regia di Robert Ellis Miller (1968)
- Dolce veleno (Pretty Poison), regia di Noel Black (1968)
- Un uomo da marciapiede (Midnight Cowboy), regia di John Schlesinger (1969)
- Jenny, regia di George Bloomfield (1970)
- L'uomo della porta accanto (The People Next Door), regia di David Greene (1970)
- Il gufo e la gattina (The Owl and the Pussycat), regia di Herbert Ross (1970)
- Usanze di allora (The Pursuit of Happiness), regia di Robert Mulligan (1971)
- They Might Be Giants, regia di Anthony Harvey (1971)
- Una squillo per l'ispettore Klute (Klute), regia di Alan J. Pakula (1971)
- All the Way Home, regia di Fred Coe (1971) (TV)
- Joe Valachi - I segreti di Cosa Nostra (The Valachi Papers), regia di Terence Young (1972)
- Crazy Joe, regia di Carlo Lizzani (1974)
- Legge e disordine (Law and Disorder), regia di Ivan Passer (1974)
- Il giorno della locusta (The Day of the Locust), regia di John Schlesinger (1975)
- Mandingo, regia di Richard Fleischer (1975)
- The Happy Hooker, regia di Nicholas Sgarro (1975)
- Valley Forge, regia di Fielder Cook (1975) (TV)
- Ballata macabra (Burnt Offerings), regia di Dan Curtis (1976)
- Invito a cena con delitto (Murder by Death), regia di Robert Moore (1976)
- Independence, regia di John Huston (1976) - cortometraggio
- Drum, l'ultimo mandingo (Drum), regia di Steve Carver (1976)
- The Royal Family, regia di Kirk Browning ed Ellis Rabb (1977) (TV)
- Goodbye amore mio! (The Goodbye Girl), regia di Herbert Ross (1977)
- Tornando a casa (Coming Home), regia di Hal Ashby (1978)
- Nunzio, regia di Paul Williams (1978)
- Hair, regia di Miloš Forman (1979)
- Promises in the Dark, regia di Jerome Hellman (1979)
- L'isola (The Island), regia di Michael Ritchie (1980)
- Vestito per uccidere (Dressed to Kill), regia di Brian De Palma (1980)
- Dalle 9 alle 5... orario continuato (Nine to Five), regia di Colin Higgins (1980)
- Cuori di seconda mano (Second-Hand Hearts), regia di Hal Ashby (1981)
- Crazy Runners - Quei pazzi pazzi sulle autostrade (Honky Tonk Freeway), regia di John Schlesinger (1981)
- Solo quando rido (Only When I Laugh), regia di Glenn Jordan (1981)
- Il volto dei potenti (Rollover), regia di Alan J. Pakula (1981)
- Il mondo secondo Garp (The World According to Garp), regia di George Roy Hill (1982)
- Come ti ammazzo un killer (The Survivors), regia di Michael Ritchie (1983)
- Silkwood, regia di Mike Nichols (1983)
- I miei problemi con le donne (The Man Who Loved Women), regia di Blake Edwards (1983)
- Le stagioni del cuore (Places in the Heart), regia di Robert Benton (1984)
- La moglie del campione (The Slugger's Wife), regia di Hal Ashby (1985)
- Doppio taglio (Jagged Edge), regia di Richard Marquand (1985)
- Maxie, regia di Paul Aaron (1985)
- Sweet Dreams, regia di Karel Reisz (1985)
- Heartburn - Affari di cuore (Heartburn), regia di Mike Nichols (1986)
- Il mattino dopo (The Morning After), regia di Sidney Lumet (1986)
- L'insostenibile leggerezza dell'essere (The Unbearable Lightness of Being), regia di Philip Kaufman (1988)
- Un gentleman a New York (Stars and Bars), regia di Pat O'Connor (1988)
- Frenesie... militari (Biloxi Blues), regia di Mike Nichols (1988)
- L'allegra fattoria (Funny Farm), regia di George Roy Hill (1988)
- Una donna in carriera (Working Girl), regia di Mike Nichols (1988)
- Un detective... particolare (The January Man), regia di Pat O'Connor (1989)
- Alibi seducente (Her Alibi), regia di Bruce Beresford (1989)
- Sono affari di famiglia (Family Business), regia di Sidney Lumet (1989)
- Alla ricerca dell'assassino (Everybody Wins), regia di  Karel Reisz (1990)
- Terzo grado (Q & A), regia di Sidney Lumet (1990)
- Cartoline dall'inferno (Postcards from the Edge), regia di Mike Nichols (1990)
- Uno sconosciuto alla porta (Pacific Heights), regia di John Schlesinger (1990)
- Il falò delle vanità (The Bonfire of the Vanities), regia di Brian De Palma (1990)
- A proposito di Henry (Regarding Henry), regia di Mike Nichols (1991)
- I re del mambo (The Mambo Kings), regia di Arne Glimcher (1992)
- Una estranea fra noi (A Stranger Among Us), regia di Sidney Lumet (1992)
- Scuola d'onore (School Ties), regia di Robert Mandel (1992)
- Giochi d'adulti (Consenting Adults), regia di Alan J. Pakula (1992)
- Dennis la minaccia (Dennis the Menace), regia di Nick Castle (1993)
- Cara, insopportabile Tess (Guarding Tess), regia di Hugh Wilson (1994)
- Wolf - La belva è fuori (Wolf), regia di Mike Nichols (1994)
- La giusta causa (Just Cause), regia di Arne Glimcher (1995)
- Sabrina, regia di Sydney Pollack (1995)
- Prima e dopo (Before and After), regia di Barbet Schroeder (1996)
- Piume di struzzo (The Birdcage), regia di Mike Nichols (1996)
- Il paziente inglese (The English Patient), regia di Anthony Minghella (1996)
- In & Out, regia di Frank Oz (1997)
- Obsession (Hush), regia di Jonathan Darby (1998)
- I colori della vittoria (Primary Colors), regia di Mike Nichols (1998)
- Attacco al potere (The Siege), regia di Edward Zwick (1998)
- Sperduti a Manhattan (The Out-of-Towners), regia di Sam Weisman (1999)
- Il talento di Mr. Ripley (The Talented Mr. Ripley), regia di Anthony Minghella (1999)
- Da che pianeta vieni? (What Planet Are You From?), regia di Mike Nichols (2000)
- Scoprendo Forrester (Finding Forrester), regia di Gus Van Sant (2000)
- La forza della mente (Wit), regia di Mike Nichols (2001) (TV)
- Qualcuno come te (Someone Like You...), regia di Tony Goldwyn (2001)
- Ipotesi di reato (Changing Lanes), regia di Roger Michell (2002)
- Signs, regia di M. Night Shyamalan (2002)
- The Hours, regia di Stephen Daldry (2002)
- Angels in America, regia di Mike Nichols (2003) - miniserie televisiva
- Ritorno a Cold Mountain (Cold Mountain), regia di Anthony Minghella (2003)
- La donna perfetta (The Stepford Wives), regia di Frank Oz (2004)
- The Village, regia di M. Night Shyamalan (2004)
- Closer, regia di Mike Nichols (2004)
- Il colore del crimine (Freedomland), regia di Joe Roth (2006)
- The Good Shepherd - L'ombra del potere (The Good Shepherd), regia di Robert De Niro (2006)
- Un amore senza tempo (Evening), regia di Lajos Koltai (2007)
- Il matrimonio di mia sorella (Margot at the Wedding), regia di Noah Baumbach (2007)
- Disastro a Hollywood (What Just Happened), regia di Barry Levinson (2008)
- Mamma Mia!, regia di Phyllida Lloyd (2008)
- Il dubbio (Doubt), regia di John Patrick Shanley (2008)
- The Reader - A voce alta (The Reader), regia di Stephen Daldry (2008)
- Julie & Julia, regia di Nora Ephron (2009)
- Rabbit Hole, regia di John Cameron Mitchell (2010)
- Last Night, regia di Massy Tadjedin (2010)
- The Resident, regia di Antti Jokinen (2011)
- Il mio angolo di paradiso (A Little Bit of Heaven), regia di Nicole Kassell (2011)
- Mildred Pierce, regia di Todd Haynes (2011) - miniserie televisiva
- I pinguini di Mr. Popper (Mr. Popper's Penguins), regia di Mark Waters (2011)
- Molto forte, incredibilmente vicino (Extremely Loud and Incredibly Close), regia di Stephen Daldry (2011)
- Safe, regia di Boaz Yakin (2012)
- Il matrimonio che vorrei (Hope Springs), regia di David Frankel (2012)
- C'era una volta un'estate (The Way, Way Back), regia di Nat Faxon e Jim Rash (2013)
- Dove eravamo rimasti (Ricki and the Flash), regia di Jonathan Demme (2015)
- La ragazza del treno (The Girl on the Train), regia di Tate Taylor (2016)
- The Post, regia di Steven Spielberg (2017)
- Il gabbiano (The Seagull), regia di Michael Mayer (2018)
- Ma Rainey's Black Bottom, regia di George C. Wolfe (2020)
- The Humans, regia di Stephen Karam (2021)
- Rumore bianco (White Noise), regia di Noah Baumbach (2022)

### Attrice
- Barbie, regia di Greta Gerwig (2023)

## Riconoscimenti
- Oscar ai migliori costumi
  - 1985: candidata - Le stagioni del cuore
  - 1997: vincitrice - Il paziente inglese
  - 2000: candidata (con Gary Jones) - Il talento di Mr. Ripley
  - 2003: candidata - The Hours
  - 2021: vincitrice - Ma Rainey's Black Bottom[3]

- BAFTA ai migliori costumi
  - 1976: vincitrice - Il giorno della locusta
  - 1997: candidata - Il paziente inglese
  - 2004: candidata (con Carlo Poggioli) - Ritorno a Cold Mountain
  - 2021: vincitrice - Ma Rainey's Black Bottom